# 10193 Nishimoto
10193 Nishimoto este un asteroid din centura principală de asteroizi.

## Descriere
10193 Nishimoto este un asteroid din centura principală de asteroizi. A fost descoperit pe 8 august 1996 la observatorul AMOS din Haleakala. Asteroidul prezintă o orbită caracterizată de o semiaxă mare de 3,08 ua, o excentricitate de 0,29 și o înclinație de 0,6° în raport cu ecliptica.